# Электрофорез белков

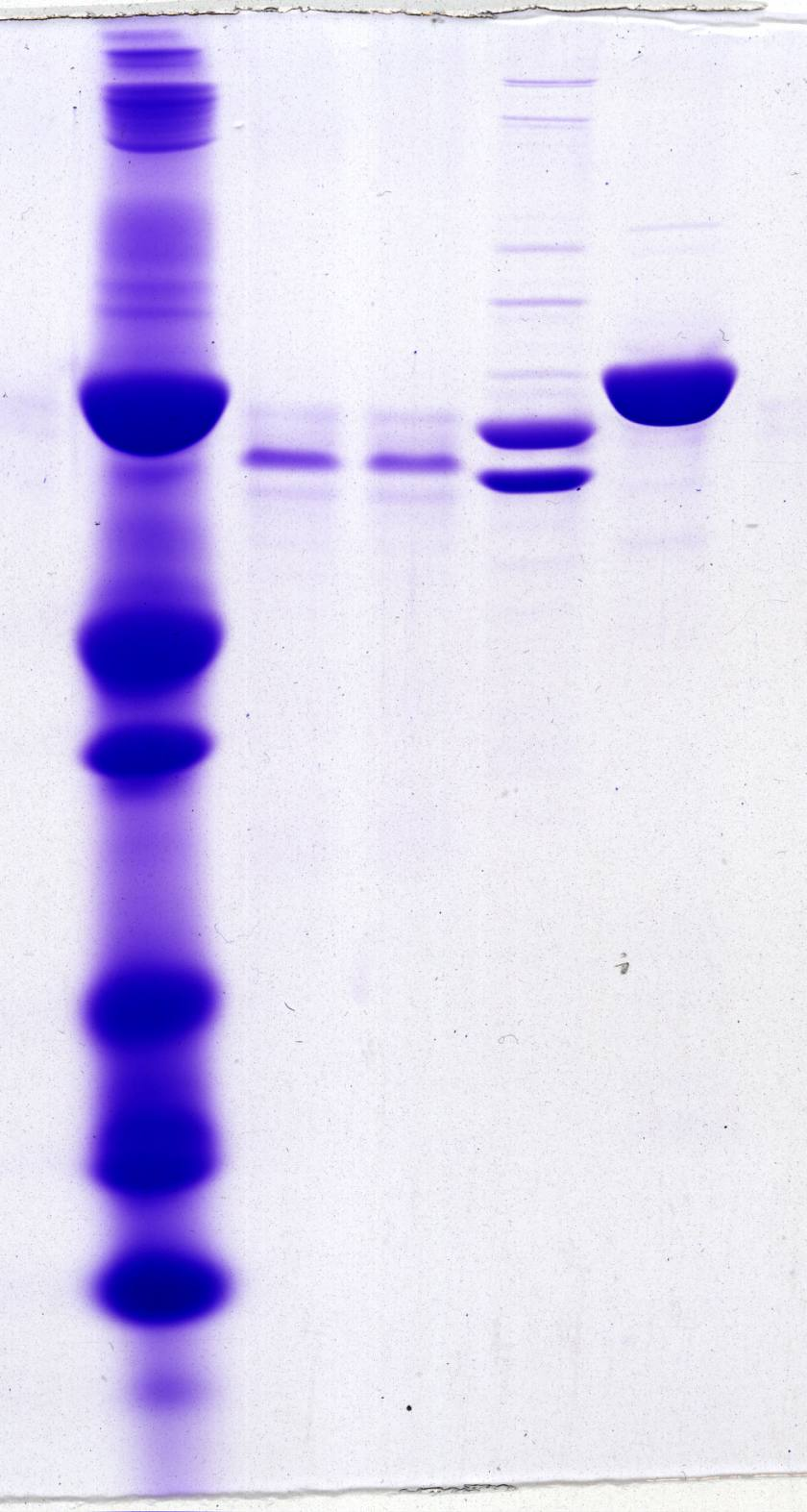
Белки дрожжей, разделённые с помощью электрофореза в полиакриламидном геле, с применением кумасси для окрашивания белковых фракций. В первой дорожке слева — белковый маркер молекулярной массы

Электрофоре́з белко́в — способ разделения смеси белков на фракции или индивидуальные белки, основанный на движении заряженных белковых макромолекул различного молекулярного веса в стационарном электрическом поле. Электрофорез белков применяют как для анализа компонентов смеси белков, так и для получения гомогенного белка. Наиболее распространенным вариантом электрофоретического анализа белков является электрофорез белков в полиакриламидном геле по Лэммли.

## Варианты метода электрофореза белков
Существует множество разновидностей и модификаций данного метода, которые используются (или использовались в определённые периоды развития биохимии и молекулярной биологии) в различных областях:
- Электрофорез в свободных средах (без поддерживающей среды)
  - Электрофорез с подвижной границей
  - Зональный электрофорез без поддерживающей среды
- Зональный электрофорез в поддерживающей среде с капиллярной структурой
  - Электрофорез белков в крахмальном геле[4]
  - Электрофорез белков в полиакриламидном геле (ПААГ)[5]
  - Электрофорез белков в агарозном геле
  - Электрофорез на фильтровальной бумаге
  - Электрофорез белков на ацетат-целлюлозной мембране
  - Электрофорез в колонках и блоках гранулированной поддерживающей среды
- Капиллярный электрофорез

Электрофорез белков подразделяется также на одномерный и двумерный (2D) электрофорез, препаративный и аналитический, а также электрофорез нативных белков и электрофорез в присутствии детергента (в денатурирующих условиях). Разновидностью метода электрофореза являются изоэлектрическое фокусирование и изотахофорез. В случае использования иммунологических методов для выявления разделённых белков говорят про иммуноэлектрофорез.
В зависимости от конструкции электрофоретического аппарата различают горизонтальный и вертикальный электрофорез белков.

## История и области применения
После первых экспериментов с электрофорезом, проводившихся в нескольких лабораториях в 1930-е — 1940-е годы, в том числе пионером электрофореза — нобелевским лауреатом Арне Тиселиусом, существенный прогресс в дальнейшем развитии и применении этого метода для разделения белков начался в 1955 году с разработки зонального электрофореза в крахмальном геле, которую осуществил Оливер Смитис, впоследствии также нобелевский лауреат. Метод совершенствовался и получил большое распространение в экспериментальной биохимии и молекулярной биологии.
В 1959 году был предложен метод электрофореза белков в ПААГ, в 1962 году — метод диск-электрофореза, в 1969 году — применение денатурирующих агентов (SDS). В 1970 году Лэммли значительно усовершенствовал электрофорез в ПААГ, разделив 28 белковых компонентов бактериофага T4. В 1975 году появился двумерный (2D) электрофорез.
Электрофорез белков нашёл широкое применение в биологических исследованиях, как фундаментальных, так и прикладных. Ряд вариантов метода используется и поныне; например, 2D-электрофорез является в протеомике одним из методов изучения протеома.